# William H. Dieterich

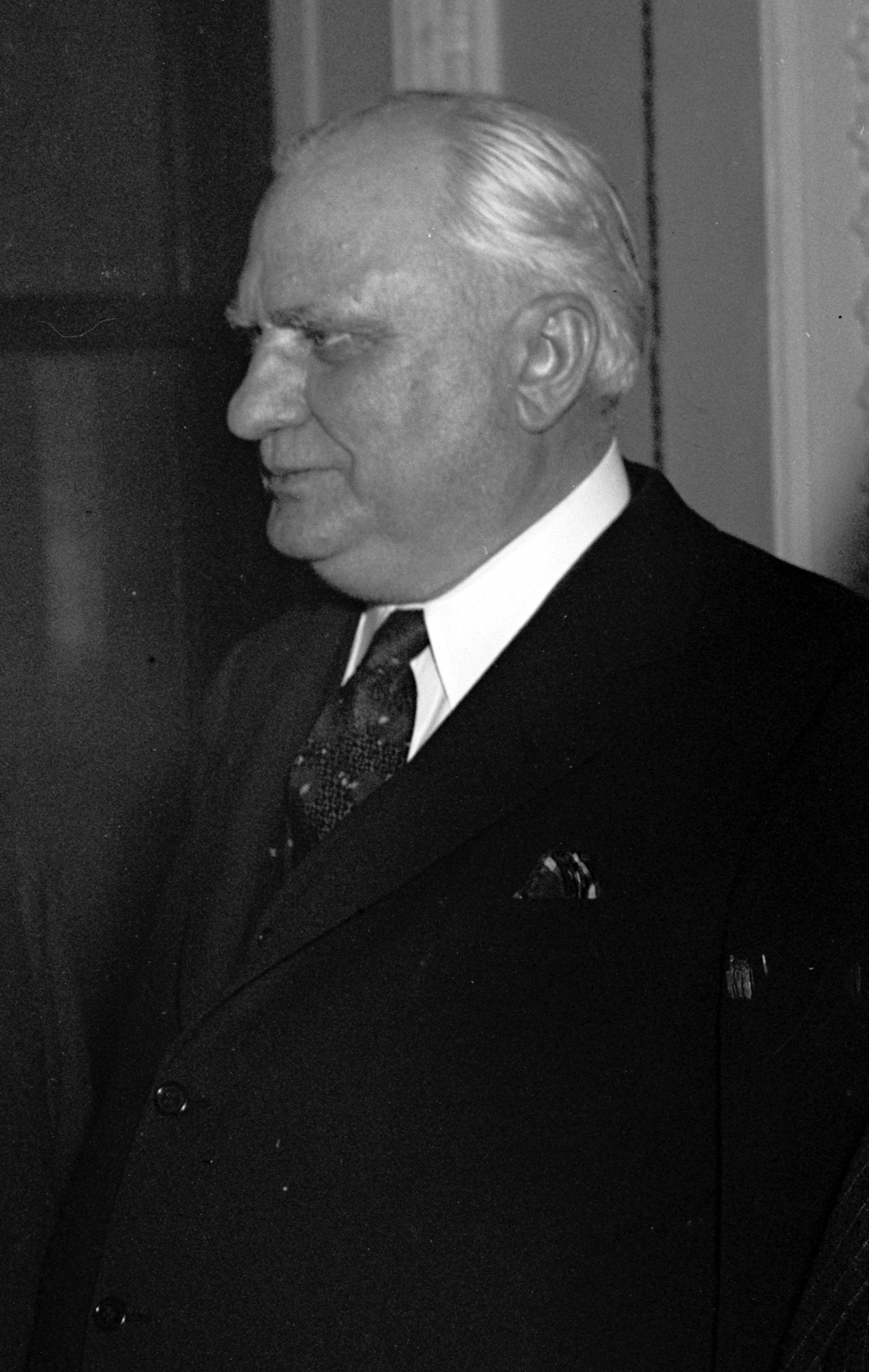
William H. Dieterich (1937)

William Henry Dieterich (* 31. März 1876 bei Cooperstown, Brown County, Illinois; † 12. Oktober 1940 in Springfield, Illinois) war ein US-amerikanischer Politiker (Demokratische Partei), der den Bundesstaat Illinois in beiden Kammern des Kongresses vertrat.
William Dieterich wurde auf einer Farm geboren und besuchte die Landschule, ehe er seine Ausbildung auf dem Kennedy Normal and Business College in Rushville fortsetzte. Dort machte er 1897 seinen Abschluss; ein weiterer folgte im Jahr 1901 an der Northern Indiana Law School in Valparaiso, woraufhin er in die Anwaltskammer aufgenommen wurde und in Rushville als Jurist zu praktizieren begann. Während des Spanisch-Amerikanischen Krieges diente er als Korporal in der US Army.
Nach seinem Militärdienst amtierte Dieterich von 1903 bis 1907 als Prozessanwalt von Rushville. Zwischen 1906 und 1908 war er als Leiter der Finanzverwaltung für die Schulen dieser Stadt tätig. Außerdem übte er von 1906 bis 1910 das Amt eines Bezirksrichters im Schuyler County aus. Er zog 1911 nach Chicago und ließ sich 1912 als Anwalt in Beardstown nieder; von 1913 bis 1917 war er als Staatsanwalt mit Zuständigkeit für Erbschaftssteuern erneut im öffentlichen Dienst beschäftigt.
William Dieterich wurde auch politisch aktiv und saß von 1917 bis 1921 im Repräsentantenhaus von Illinois. Zehn Jahre später, am 4. März 1931, zog er für die Demokraten ins Repräsentantenhaus der Vereinigten Staaten in Washington, D.C. ein, wo er eine Legislaturperiode bis zum 3. März 1933 absolvierte. Zur Wiederwahl trat er nicht an, da er von seiner Partei als US-Senator nominiert worden war. Dieterich gewann auch diese Wahl und gehörte dem Senat vom 4. März 1933 bis zum 3. Januar 1939 an. Er verzichtete auf eine erneute Kandidatur und arbeitete in der Folge wieder als Anwalt. Bereits im folgenden Jahr starb er während einer Geschäftsreise in Springfield, der Hauptstadt von Illinois.